# MBS動画イズム
MBS動画イズム（エムビーエスどうがイズム）は、株式会社毎日放送（MBS）が運営するインターネットを利用したビデオ・オン・デマンド（VOD）事業、無料・有料動画配信サービスの名称。同局が運営するMBSテレビ制作でJNN系列全国ネットもしくは関西ローカルで放送されたテレビドラマやアニメ・バラエティ・ドキュメンタリー、スポーツ中継などを配信している。

## 歴史
- 2015年3月30日 -「MBSオンデマンド」による無料見逃し配信サービスを開始[1]。
- 2016年12月20日 - 定額見放題サービス「MBS動画イズム444」開始[2]。同時期に無料見逃し配信サービスの名称を「MBS動画イズム」に変更[3]。
- 2018年7月1日 - 定額見放題サービスが「MBS動画イズム」の「見放題444コース」となった[4][5]。

## 配信番組
- 主にMBSが制作したテレビ番組から、新旧問わず配信。
- ☆は全国ネット、★は関西ローカル。
- 放送中の番組は、その日の放送終了から次の放送が開始されるまでの1週間、TVerを通じて無料配信。

### 放送中の番組
- 情熱大陸☆
- 所さんお届けモノです!☆
- アニメイズム枠
- スーパーアニメイズム枠 ☆
- アニメイズム#スーパーアニメイズムTURBO枠 ☆
- アニメシャワー枠
- アニメ特区枠
- ドラマイズム枠
- ドラマ特区枠（一部系列局でも放送）★
- よしもと新喜劇（一部系列局でも放送）★
- 痛快!明石家電視台（一部系列局でも放送）★
- ごぶごぶ（一部系列局でも放送）★
- かまいたちの知らんけど（一部系列局でも放送）★
- あれみた?（一部系列局でも放送）★

### 過去の番組

#### 情報・ワイドショー
- ちちんぷいぷい★
  - たむらけんじの学校に行こッ!（月曜日の企画）
  - 昔の人は偉かった（木曜日の企画）

#### バラエティ
- 世界ウルルン滞在記☆
- ロケみつ・桜 稲垣早希のブログ旅シリーズ（関西以外の地域でも放送）★
- メッセンジャーの○○は大丈夫なのか?（一部系列局でも放送）★
- サワコの朝（TBSとの共同制作。TBSオンデマンドから移籍）☆
- おとな会★

#### アニメ
- 毎日放送制作日曜夕方5時枠のアニメの一部テレビアニメ（『ハイキュー!!』、『アルスラーン戦記』、『機動戦士ガンダム 鉄血のオルフェンズ』など）☆
- スーパーアニメイズム枠のアニメ番組
- 秘密結社 鷹の爪シリーズ（放送地域により系列局が違うが番組販売形式ではほぼ☆）

#### テレビドラマ
◇は連続ドラマ、◆は単発ドラマ。
- おふくろ先生の診療日記シリーズ◆
- 遺品整理人 谷崎藍子シリーズ◆
- 筆談ホステス◆
- 深夜食堂シリーズ◇
- 闇金ウシジマくんシリーズ◇
- 悪霊病棟◇
- 女くどき飯シリーズ◇

ドラマ30作品 （Paraviでも配信）
- いのちの現場からシリーズ◇
- ピュア・ラブシリーズ◇
- メモリー・オブ・ラブ◇
- 家族善哉◇
- 虹のかなた◇
- 桜咲くまで◇
- ヤ・ク・ソ・ク◇
- お・ばんざい!◇
- デザイナー◇

など